# 2. Sinfonie (Bruch)
Die 2. Sinfonie in f-Moll op. 36 ist eine Sinfonie des deutschen Komponisten Max Bruch.

## Entstehung
Bruchs zweite Sinfonie entstand im Jahr 1870, zwei Jahre nach Bruchs erster Sinfonie und – ebenfalls wie die Erste – in Sondershausen. Das Erstlingswerk hatte Bruch ermutigt, erneut eine Sinfonie zu komponieren. Die Zweite Sinfonie ist dem mit Bruch befreundeten Geiger Joseph Joachim gewidmet.

## Zur Musik

### Orchesterbesetzung
Violinen, Bratschen, Violoncelli, Kontrabässe, zwei Querflöten, zwei Oboen, zwei Klarinetten, zwei Fagotte, vier Hörner, zwei Trompeten, drei Posaunen, zwei Pauken

### Satzbezeichnungen
1. Allegro appassionato, ma un poco maestoso
2. Adagio ma non troppo
3. Allegro molto tranquillo

### Beschreibung
Die insgesamt ruhig gehaltene Sinfonie besteht aus drei Sätzen unter Auslassung des Scherzo; die vorhandenen Sätze folgen der Sonatensatzform mit zwei Themen pro Satz.
Der erste Satz ist von düsterer Stimmung und folgt damit Bruchs Konzept, »die ganze Symphonie auf ein Finale von außerordentlich milder, versöhnender Stimmung« anzulegen. Der von Klarinette, Horn und Viola geprägte zweite Satz ist von lyrischer Natur. Über das in Dur gehaltene, von Bruch als mild und versöhnend bezeichnete Finale schrieb Bruch, dass es »ganz gegen meine Natur ist, einen solchen Satz zu bilden«. Zudem gibt es im Finale – ähnlich wie die Erste Sinfonie von Johannes Brahms – eine Ähnlichkeit zu Ludwig van Beethovens Neunter Sinfonie.
Für den Dirigenten und Bruch-Biographen Christopher Fifield ist die strukturelle Monotonie der Sinfonie durch den Gebrauch der Sonatensatzform in allen drei Sätzen  ein Schwachpunkt des Werks.

## Wirkung
Die Uraufführung der Sinfonie fand am 4. September 1870 statt und war ein Erfolg. Bei ihrer Aufführung am 24. November 1870 im Leipziger Gewandhaus, die auf Einladung von Carl Reinecke erfolgte, wurde die Sinfonie hingegen negativ aufgenommen. Bruchs Aussage zufolge störten sich die Leipziger am fehlenden Scherzo, doch schrieb er dazu an Hermann Levi: »Ein Scherzo paßte nicht in die Anlage dieser Sinfonie, also ist keins drin, zum größten Entsetzen der Leipziger, die durchaus auf frischen Gräbern tanzen wollen«. Während der Komposition schien er noch einige Revisionen des Werks geplant zu haben wie dem Einschub eines »kürzeren, freundlicheren Satzes« zwischen den ersten und dritten Satz sowie Kürzungen im Finale vorgesehen zu haben; die ersten beiden Sätze jedoch waren zu seiner völligen Zufriedenheit ausgefallen.
Hermann Kretzschmar vermutete in der Sinfonie ein Programm, das allerdings so versteckt sein, dass niemand es finden könne. Bruch wies dies Philipp Spitta gegenüber empört zurück: »Ich kann diesmal schwören, daß außermusikalische Vorstellungen mir ganz fern gelegen haben. Ich habe nur Musik empfunden und Musik geschrieben, und es ist wohl nichts Anderes darin, als das unaufhörliche Auf- und Abwogen der Leidenschaften«.
Der Misserfolg der Sinfonie trug dazu bei, dass Bruch seine Sinfonie Nr. 3 E-Dur op. 51 erst 1882 komponierte.